# Síndrome do anticorpo antifosfolipídeo
A síndrome dos anticorpos anti-fosfolipídicos ou síndrome dos anticorpos anti-fosfolipídeos (SAF) ou ainda síndrome de Hughes é uma doença crônica em que o organismo passa a produzir anticorpos que afetam a coagulação sanguínea, levando à formação de coágulos que acabam obstruindo a passagem de sangue nas veias e artérias.
É uma causa importante para a ocorrência de trombofilia adquirida e abortos repetidos; adquirida porque, apesar de não se saber a causa, não há um marcador genético conhecido, diferente das trombofilias congênitas.
Os testes laboratoriais indicam que os anticorpos anti-fosfolipídeo podem ser detectados em cerca de 30% dos pacientes com lúpus eritematoso sistêmico e com menor incidência em outras doenças auto-imunes. Nestes casos quando há história de oclusões venosas ou arteriais (tromboses), é dito que o paciente tem SAF secundária. A SAF pode ocorrer de forma isolada, sem associação com outra doenças, denominada SAF primária, sendo esta a forma mais frequente.

## Fisiopatologia
Não se conhece o mecanismo que leva a produção dos anticorpos que interferem no sistema da coagulação. Existem os chamados "fatores desencadeantes" que podem agir como gatilhos para a eclosão da SAF, em indivíduos geneticamente predispostos, ou novos eventos trombóticos em indivíduos que já tiveram trombose no passado relacionada à SAF. Os mais conhecidos são intervenções cirúrgicas, infecções graves na gestação e nos pacientes que já vinham sendo tratados para SAF, falha do acompanhamento da dosagem do anticoagulante.
Os principais fatores de risco são fumo, obesidade, vida sedentária, níveis elevados de colesterol e triglicerídeos, uso de hormônios (principalmente estrógenos) e certas drogas (como a clorpromazina).

## Sintomas
As manifestações clínicas são diversas e variam de acordo com o local do vaso acometido.
O baixo número de plaquetas (trombocitopenia), pode ser a primeira manifestação da SAF.
6do 
Os sinais e sintomas da SAF variam desde manchas na pele que aumentam no frio, tromboflebite, insuficiência cardíaca, microtrombose disseminada (trombos de vasos de pequeno calibre por todo o organismo) até embolia pulmonar maciça e outras formas de doença.
A trombose venosa profunda é a conseqüência mais comum da SAF.
O sistema arterial quando acometido, tem a circulação cerebral como o principal alvo.
Algumas pacientes só apresentam a SAF durante a gestação com perdas fetais de repetição; nesses casos, a trombose ocorre na placenta

## Manifestações
As manifestações da síndrome são heterogêneas e podem acometer qualquer órgão ou sistema com variadas conseqüências.
O prognóstico está relacionado com fatores de risco e eventos desencadeantes da trombose.
Atualmente a SAF faz parte da rotina diagnóstica de praticamente qualquer especialidade médica. A importância do diagnóstico da SAF se dá pela tendência de haver novos eventos trombóticos, sendo que não há meios de se prever onde será o próximo local acometido. Poderá ser trombose de uma veia superficial, de um vaso do olho levando à cegueira ou de uma importante artéria do cérebro, que poderá deixar sequelas mais graves ainda.

## Tratamento
O tratamento consiste basicamente no uso de medicação anti-coagulante: varfarina (uso oral) ou heparina (uso subcutaneo). Ao usar a varfarina o paciente deve realizar monitoramento constante de sua taxa de coagulação INR, ao passo que o uso da medicação subcutanea, não requer o mesmo tipo de controle. Tal fato deve-se a diferente forma de atuação dos medicamentos na coagulação.
Alguns pacientes é também realizado o uso constante de imunossupressores, tal como a azatioprina, como forma de impedir a atuação do anticorpo no organismo.
Em certos casos é ainda recomendado o uso de corticoides, como forma inibidora, atuando em conjunto com o medicamento anticoagulante evitando novos episódios da doença.